# Magna Charta
Magna Charta (enligt korrekt latin Magna Carta, "det stora fördraget") kallas det avtal som 1215 slöts mellan den engelske kungen Johan utan land, adeln och prästerna. 

## Historik
Mötet hölls på ängen Runnymede vid Themsen, nära Windsor Castle.

## Innehåll
Avtalet gav adel och präster förmåner i bland annat skattefrågor; det tvingade alltså kungen att dela med sig av sin makt till de två översta stånden. Kungamaktens anspråk på suveränitet begränsades således. Magna Chartas stora betydelse ligger i att dokumentet i engelsk historia senare upplevdes som ett frihetsbrev för hela folket och inte enbart som ett privilegiebrev för vissa samhällsgrupper. En av de centrala bestämmelserna i dokumentet är klausul 39 med följande lydelse:
"Ingen fri man får häktas, fängslas, berövas sina rättigheter eller tillgångar eller dömas till fredlöshet eller landsflykt eller på annat sätt ofredas eller förföljas annat än efter laga dom av sina jämlikar och enligt landets lag."

## Betydelse
Magna Charta kan inte betecknas som ett dokument för mänskliga rättigheter för sin tid, men dokumentet har däremot en stor relevans i ett historiskt sammanhang vad angår de mänskliga rättigheterna.
Magna Charta innehåller en del som kan sägas ha inspirerat till idag gällande grundlagars fri- och rättighetskataloger och till FN:s stadga om de mänskliga rättigheterna. Bland annat innehåller den regler mot godtyckligt fängslande, det som har det latinska begreppet habeas corpus. Istället får fängslande enligt dessa regler endast ske efter domstolsbeslut (häktning) eller efter laga dom och rättvis rättegång, en princip som blivit stilbildande för senare tiders bestämmelser. Som praxis har häktning ersatts med olika former av borgen i anglosaxisk rätt med rötter i Magna Chartas förbud mot godtycklig häktning. 
Dokumentet blev omtvistat redan under åren efter underskriften, vilket ledde till första baronkriget. Efter ett andra uppror under Simon de Montfort – som hade rötterna i att förverkliga Magna Chartas principer, då särskilt att hävda adelns rättigheter mot kronan, kom det första engelska parlamentet att sammankallas i januari till mars 1265, innan De Montforts död i slaget vid Evesham. Parlamentet som institution kom emellertid att överleva och kodifieras under Edward I av England och hans son Edward III (då den nuvarande indelningen i under- och överhus uppstod). Därmed kom Magna Charta att spela en avgörande roll för den engelska, och senare brittiska rättsstatens och parlamentarismens uppkomst. 
Petition of Rights som skrevs 1628 och som det engelska parlamentet skickade till Karl I som ett uttryck för medborgerlig frihet kom att tillsammans med Magna Charta ses som grunden till Englands parlamentarism och därmed på sikt för den representativa demokratins framväxt. I skrivelsen hävdades fyra principer, med rötter i Magna Charta: 
1. Inga skatter får åläggas utan parlamentets godkännande.
2. Ingen undersåte får fängslas utan att orsaken anges.
3. Inga soldater får inkvarteras hos medborgare.
4. Krigslagar får inte användas i fredstid.

## Bevarade exemplar
Fyra originalexemplar av Magna Charta finns bevarade: ett vardera i katedralerna i Salisbury och Lincoln i Storbritannien, och två på British Library. Ett senare exemplar av Magna Charta såldes i december 2007 för 21,3 miljoner USD på auktion i New York.